# Tiburon
Tiburon és una població del comtat de Marin a l'estat de Califòrnia. Segons el cens del 2000 tenia 8.666 habitants.

## Demografia
Segons el cens del 2000, Tiburon tenia 8.666 habitants, 3.712 habitatges, i 2.409 famílies. La densitat de població era de 738,6 habitants/km².
Dels 3.712 habitatges en un 27,7% hi vivien nens de menys de 18 anys, en un 55,3% hi vivien parelles casades, en un 7,2% dones solteres, i en un 35,1% no eren unitats familiars. En el 27,6% dels habitatges hi vivien persones soles el 9,5% de les quals corresponia a persones de 65 anys o més que vivien soles. El nombre mitjà de persones vivint en cada habitatge era de 2,31 i el nombre mitjà de persones que vivien en cada família era de 2,82.
Per edats la població es repartia de la següent manera: un 21,9% tenia menys de 18 anys, un 2,8% entre 18 i 24, un 24,4% entre 25 i 44, un 34,3% de 45 a 60 i un 16,5% 65 anys o més.
L'edat mitjana era de 45 anys. Per cada 100 dones de 18 o més anys hi havia 84,1 homes.
Entorn de l'1,6% de les famílies i el 3,3% de la població estaven per davall del llindar de pobresa.

## Poblacions properes
El següent diagrama mostra les poblacions més properes.